# Filip (diakon)
Filip – postać Nowego Testamentu, święty Kościoła katolickiego nazywany ewangelistą.

## Życiorys
Przypuszczalnie był Żydem mówiącym po grecku, a źródłem informacji o tej postaci w głównej mierze jest Pismo Święte. Żył w I wieku. Został wybrany do obsługiwania stołów przy których zasiadali apostołowie Jezusa Chrystusa obok Szczepana, Prochora, Nikanora, Tymona, Parmenasa i Mikołaja prozelity (Dz 6, 1-5 BT). Zgodnie z tradycją dało to początek diakonatowi (Dz 6, 6 BT). Następną informację o Filipie znajdujemy przy opisie jego działalności w Samarii, gdzie udał się po śmierci św. Szczepana. Głosił Ewangelię i ochrzcił Szymona Maga (Dz 8, 5-13 BT), a później w drodze powrotnej do Jerozolimy nawrócił dworzanina etiopskiej królowej (Dz 8, 25-39 BT). Dzielił się wiarą głosząc Słowo Boże początkowo w Aszdod, a wędrując od miasta do miasta dotarł do Cezarei (Dz 8, 40 BT) gdzie jak twierdzi św. Hieronim osiadł. Miał cztery córki mające dar proroctwa (Dz 21, 9 BT). Jest nazywany ewangelistą (Dz 21, 8 BT). Klemens Aleksandryjski upatruje w Filipie adresata słów Pańskich (Mt 8, 21-22 BT; Łk 9, 59-60 BT): 

Zostaw umarłym grzebanie ich umarłych, a ty idź i głoś królestwo Boże!

Jego wspomnienie zgodnie z wpisem w Martyrologium Romanum obchodzone jest w Kościele katolickim 6 czerwca.